# جون ستيل (لاعب كرة قدم مواليد 1950)
جون ستيل (بالإنجليزية: John Still)‏ هو مدرب كرة قدم ولاعب كرة قدم بريطاني في مركز الدفاع، ولد في 24 أبريل 1950 في وستهام ‏ في المملكة المتحدة. لعب مع نادي ليتون أورينت.

## وصلات خارجية
- جون ستيل (لاعب كرة قدم مواليد 1950) على موقع قاعدة بيانات كرة القدم.إي يو (الإنجليزية)
- جون ستيل (لاعب كرة قدم مواليد 1950) على موقع Soccerbase.com (مدرب) (الإنجليزية)